# Gare de Sannomiya
La gare de Sannomiya (三ノ宮駅, Sannomiya-eki) est une gare ferroviaire localisée dans la ville de Kobe, dans la préfecture de Hyōgo au Japon. La gare est exploitée par la compagnie JR West. Avec la gare de Kobe-Sannomiya, elle fait partie d'un grand ensemble de gares au centre de Kobe. L’utilisation de la carte ICOCA est valable dans cette gare.

## Situation ferroviaire
La gare est située au point kilométrique (PK) 587,0 de la ligne principale Tōkaidō (PK 30,6 de la ligne JR Kobe).

## Services aux voyageurs

### Accès et accueil
La gare dispose d'un bâtiment voyageurs, avec guichet, ouvert tous les jours.

### Disposition des quais
La gare de Sannomiya est une gare disposant de deux quais et de quatre voies.
La voie 1 est desservie par les trains Limited Express et les Special Rapid Service.
Les voies 2 et 3 sont pour les trains locaux et Rapid Service.
La voie 4 par les trains Limited Express et les Special Rapid Service.
| N° de voie | Ligne           | Direction                 |
| ---------- | --------------- | ------------------------- |
| 1          | ▆ Ligne JR Kobe | Amagasaki / Osaka / Kyoto |
| 2          | ▆ Ligne JR Kobe | Amagasaki / Osaka / Kyoto |
| 3          | ▆ Ligne JR Kobe | Nishi-Akashi / Himeji     |
| 4          | ▆ Ligne JR Kobe | Nishi-Akashi / Himeji     |

### Intermodalité
Plusieurs gares et stations se trouvent à proximité de la gare :
- Gare de Kobe-Sannomiya (Hankyu et Hanshin)
- Station Sannomiya (Ligne Seishin-Yamate du métro municipal de Kobe)
- Station Sannomiya-Hanadokeimae (Ligne Kaigan du métro municipal de Kobe)
- Station Sannomiya (Port Liner)

## Gares/Stations adjacentes
| JR West          |                               |                               |                               |                 |
| Direction Himeji | Ligne Tōkaidō (Ligne JR Kobe) | Ligne Tōkaidō (Ligne JR Kobe) | Ligne Tōkaidō (Ligne JR Kobe) | Direction Osaka |
| Kobe             |                               | Special Rapid Service 新快速  |                               | Ashiya          |
| Motomachi        |                               | Rapid Service 快速            |                               | Rokkōmichi      |
| Motomachi        |                               | Local 普通                    |                               | Nada            |

- Les Limited Express Hamakaze et Super Hakuto s'arrêtent à cette gare

| Limited Express |  |              |  |       |
| Kobe            |  | Hamakaze     |  | Osaka |
| Akashi          |  | Super Hakuto |  | Osaka |

## Quartier
Le quartier Kitano, et ses nombreux immeubles européens, est dans le quartier de la gare de Sannomiya.
Il y a une rue qui s'appelle "La Rue de La Fleur" (Flower Road).
On organise chaque année en décembre une fête dans le quartier, "Kobe Luminarie" (les illuminations de Kobe).

## Sannomiya au cinéma
Sannomiya est un des décors du dessin animé japonais "Le Tombeau des lucioles (Hotaru no Haka)".